# 琶洲港澳客运口岸
琶洲港澳客运口岸，码头设施称为琶洲港或琶洲港澳码头，是中国广东省广州市海珠区琶洲的客运码头，位于阅江中路与会展东路交会处以北，毗邻广交会展馆和有轨电车会展东站。

## 历史

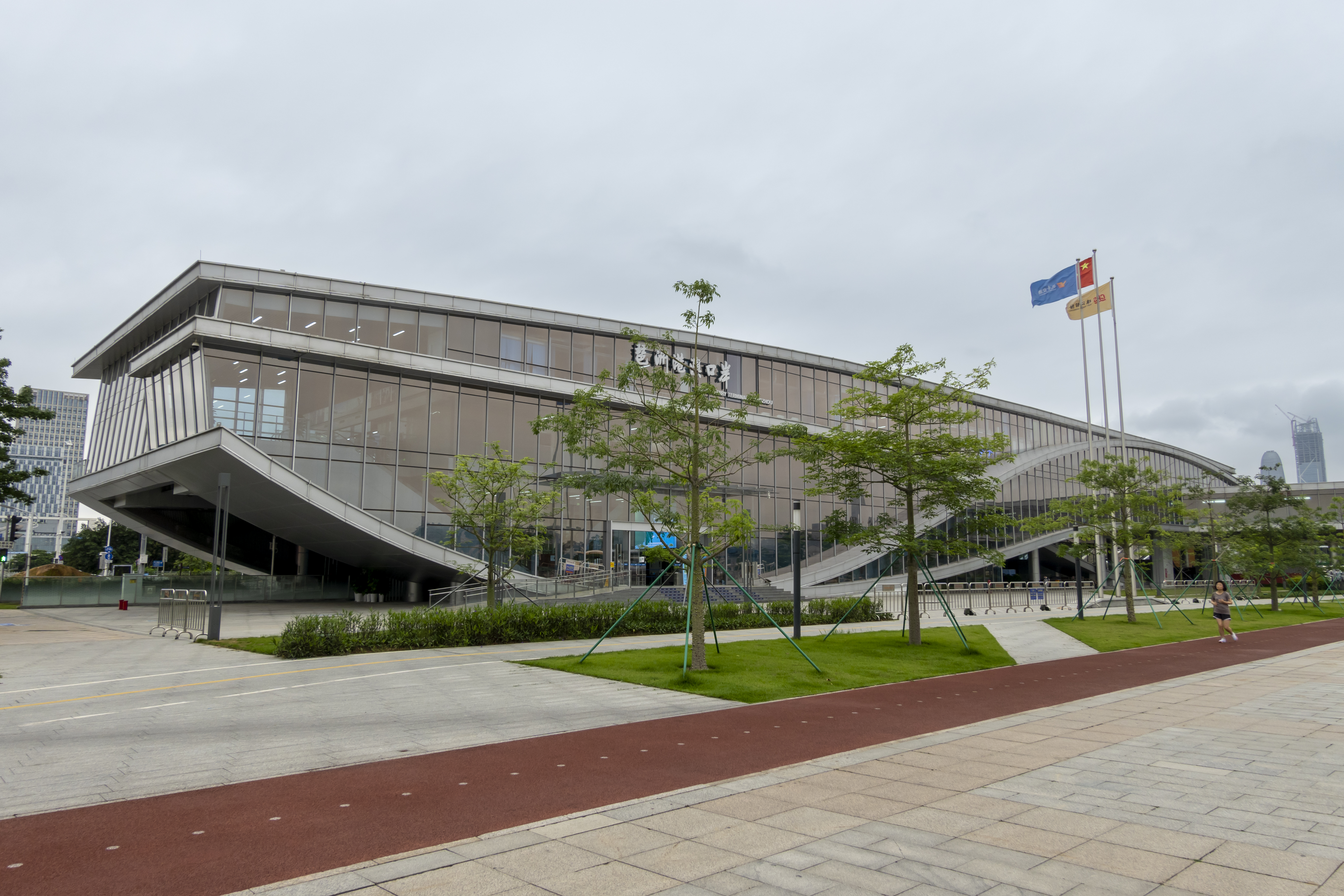
口岸大楼

2020年5月26日上午，码头项目举行业务云推广暨动工仪式；12月30日，码头主体工程完工。
2022年6月初，项目通过竣工验收。2023年1月10日，口岸附楼完成封顶。
2023年4月10日，交通运输部批准琶洲港澳客运码头在广交会期间临时对外开放。码头随即于4月14日开始试运营，5月4日转为正式运营。
2024年4月19日，琶洲港澳客运口岸被纳入广东省144小时过境免签政策的出境口岸。

## 设施

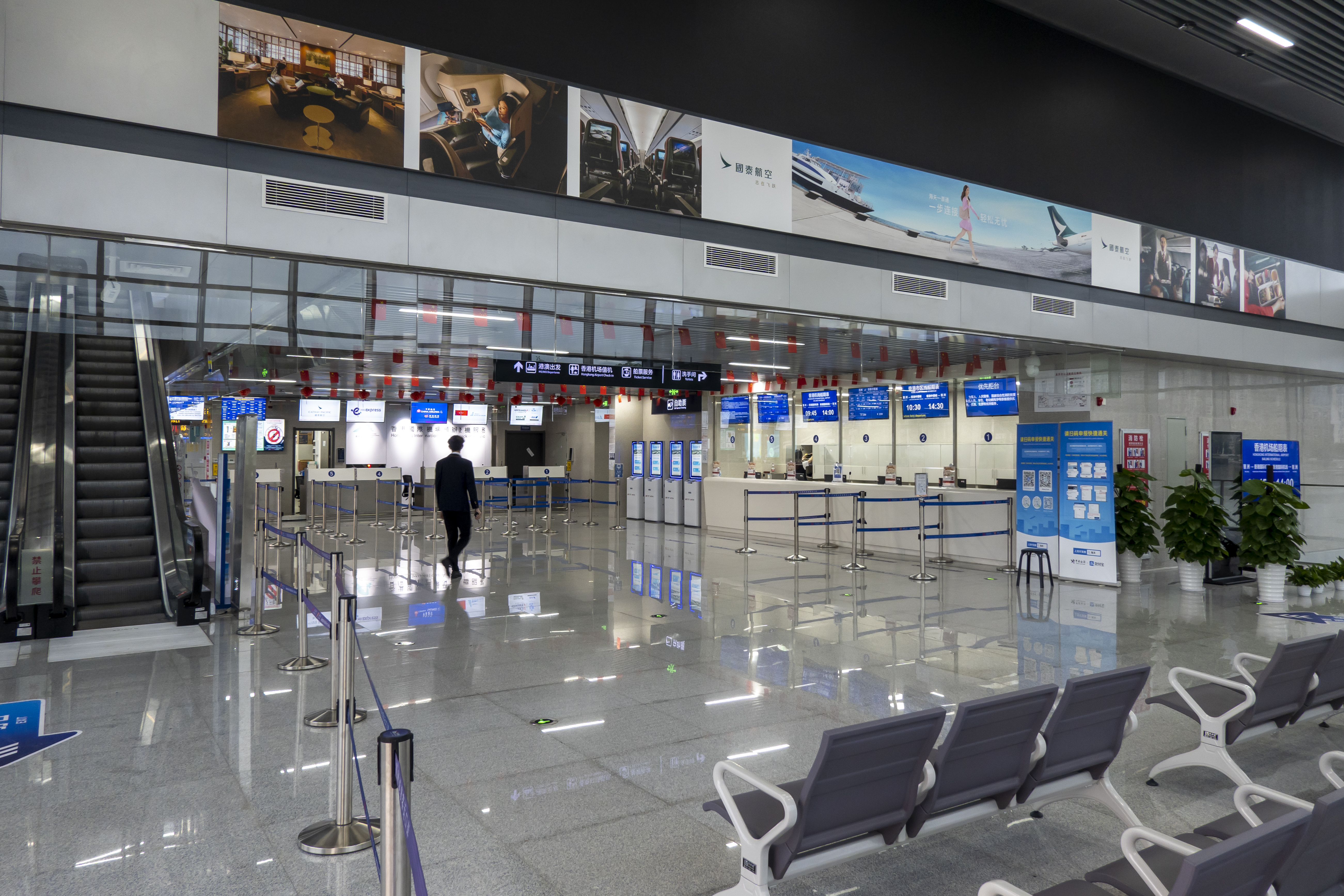
联检楼二层出发大厅

琶洲港澳码头计划投资3.58亿元建设码头泊位及临时联检楼。联检楼首层架空，二楼出境、三楼入境，并通过连廊将临时联检楼与码头水上固定平台相连。码头岸线长度280米，设计5个500吨级泊位，并已列入《建设广州国际航运中心三年行动计划》（2018—2020）规划方案当中。码头还可提供香港国际机场预办登机服务。
2023年12月28日桂山岛航线开通后，位于联检楼西侧的附楼开放部分作售票大厅使用。乘坐该航线的乘客需在附楼和联检楼之间的空地完成安检并进入码头区域登船，不需要进入联检楼区域。

## 航线

### 跨境线
琶洲港澳码头现时仅设香港国际机场海天客运码头的航线，由“海珠湖”和“海珠湾”两艘碳纤维高速客船运营。
航线时刻表（2024年11月5日起执行）：
| 琶洲至海天客運碼頭 | 海天客運碼頭至琶洲 |
| ------------------ | ------------------ |
| 09:15              | 09:00              |
| 12:00              | 12:30              |
| 17:30              | 15:30              |

此前还曾开办中港城中國客運碼頭及港澳客輪碼頭航线，均在2024年11月5日停办。码头还曾在2024年1月28日开出首个往中国客运码头的包船航班。

### 省内线
琶洲港曾于2023年12月28日至2024年6月16日开行经广州南沙客运港至珠海桂山岛的航线，后因故停运。

## 未來發展
当局计划近期开通至澳門氹仔客運碼頭（澳門國際機場）的航线。未来还将在琶洲會展塔裙樓建设二期码头，并计划开通更多来往大灣區各城市的航线。